# Sabicea tomentosa
Sabicea tomentosa är en måreväxtart som beskrevs av Achille Richard. Sabicea tomentosa ingår i släktet Sabicea och familjen måreväxter. Inga underarter finns listade i Catalogue of Life.